# Міжфакультетська науково-дослідна лабораторія прикладних проблем запису інформації

## Заснування та історія лабораторії
Міжфакультетська науково-дослідна лабораторія (МНДЛ) прикладних проблем запису інформації була створена у відповідності до наказу Мінвузу СРСР “Об утверждении типовой структуры научно-исследовательской части” від 22 червня 1982 р. та за наказом ректора Київського університету ім. Т.Г.Шевченка “Об утверждении структуры НИЧ Киевского госуниверситета” №335 “О” від 18 травня 1983 р. для вирішення комплексної науково-технічної проблеми “Середовища і системи оптичної обробки інформації”. З першого дня заснування завідування МНДЛ було покладено на докт.фіз.-мат.наук Кувшинського М.Г. Спочатку в штаті МНДЛ були співробітники радіофізичного факультету, а потім до роботи було залучено співробітників і інших природничих факультетів. Діяльність лабораторії керувалася її вченою Радою (голова Кувшинський М.Г., секретар Костюк А.О.).
Відповідно до цілей організації МНДЛ в ній з самого початку велися розробки фізичних принципів реєстрації оптичних голограм на плівках фоточутливих термопластичних матеріалів, а також апаратури для реєстрації голограм на цих середовищах. Про високий рівень досліджень і їх практичну значимість свідчить те, що лабораторію було призначено головною організацією Мінвузу СРСР з цього наукового напрямку, на її базі проводилися Всесоюзні школи-семінари і наукові конференції, а також понад 20 років видавався міжвідомчий друкований збірник “Фундаментальные основы оптической памяти и среды”. З моменту організації МНДЛ співробітниками захищено 2 докторські та 9 кандидатських дисертацій.

## Основні досягнення
Основні досягнення МНДЛ можна поділити на фундаментальні та прикладні. В розробку перших, а саме, в створення основ фізики аморфних молекулярних напівпровідників, найбільш значимий внесок зробили Білоножко О.М., Давиденко М.О., Заболотний М.А., Комко В.М., Решетняк В.В. У прикладни розробкі, зокрема, в розробку та створення голографічної реєструючої системи з чутливістю близькою до чутливості телекамер, основний внесок зробили Баженов М.Ю., Барабаш Ю.М., Костюк А.О., Павлов В.О., Чуприн М.Г.
У галузі фундаментальних досліджень розроблено науковий напрямок “Основи фізики аморфних молекулярних напівпровідників”. Це визнано як у нашій країні, так і за кордоном. У 1996 р. роботи були відзначені Державною премією України, а роком раніше Міжнародна Асоціація незалежних видавників наукової літератури (США) нагородила МНДЛ міжнародним дипломом честі за “створення основ фізики аморфних молекулярних напівпровідників”.

## Наукова значимість основних результатів досліджень МНДЛ
Наукова значимість основних результатів досліджень МНДЛ полягає в тому, що були встановлені основні електро- і фотофізичні властивості аморфних молекулярних напівпровідників, які не мають ближнього і дальнього порядку в розташуванні органічних молекул. Ці матеріали проявляють напівпровідникові властивості, але механізми фотогенерації і транспорту носіїв заряду суттєво відрізняються від тих, що властиві кристалічним і навіть аморфним напівпровідникам.
Визначено основні закономірності фотогенерації носіїв заряду шляхом утворення і дисоціації електронно-діркових пар (ЕДП) у аморфних молекулярних напівпровідниках, які містять як центри фотогенерації міжмолекулярні комплекси з переносом заряду, молекули сполук з внутрішньомолекулярним переносом заряду, барвники. Встановлено основні закономірності утворення зв’язаних ЕДП. Експериментально показано, що квантовий вихід фотогенерації ЕДП і початкова відстань між зарядами в ЕДП не залежать від енергії кванта світла і температури, тому що ЕДП утворюються внаслідок тунельного переходу дірки з верхнього валентного рівня збудженого центру фотогенерації на верхній валентний рівень молекули донора електронів, яка входить до зони транспорту дірок. Початковий розподіл ЕДП за відстанями між зарядами в ЕДП може бути описаний d-функцією. Якщо час життя ЕДП великий, то з плином часу завдяки дифузії дірок в ЕДП просторовий розподіл ЕДП змінюється і може бути представлений трьома прямокутними розподілами, вагові множники яких змінюються з часом на користь вагового множника третього розподілу з найбільшими відстанями між зарядами в ЕДП. Рекомбінація зарядів в ЕДП відбувається внаслідок тунельного переходу дірки з верхнього валентного рівня молекули донора на верхній валентний рівень центра фотогенерації.
Встановлено також основні закономірності дисоціації ЕДП у сильних електричних полях. Показано, що ймовірність дисоціації ЕДП визначається трьома співмножниками: перший з них характеризує ймовірність тунельних переходів носіїв зарядів між молекулами у відповідних зонах транспорту (дірок - між молекулами донора в зоні транспорту дірок, електронів - між молекулами акцептора в зоні транспорту електронів); другий – це ймовірність дисоціації ЕДП у сильному електричному полі відповідно до моделі Пула-Френкеля при дифузному русі дірки в молекулах донора, утворюючих зону транспорту дірок; третій описує кінетику зростання ймовірності дисоціації ЕДП внаслідок обмеженого часу виходу дірки з кулонівської ями, створеної зарядом електрона в ЕДП. Досліджено і ідентифіковано спін-залежні ефекти в механізмі фотогенерації нерівноважних носіїв заряду. Мультиплетність ЕДП було встановлено на основі аналізу результатів експериментальних досліджень впливу магнітного поля на ймовірність дисоціації ЕДП у сильних електричних полях, а також із результатів дослідження впливу сильного електричного поля на фотолюмінесценцію при різних температурах.
Встановлено основні закономірності електропровідності плівок аморфних молекулярних напівпровідників у сильних електричних полях. Ця електропровідність визначається ефективністю темнової генерації носіїв заряду і має три компоненти: перша компонента електропровідності визначається термополевою генерацією носіїв заряду з домішкових центрів подібних до комплексів з переносом заряду, друга є іонною і також залежить від домішок, а третя визначається термогенерацією ЕДП з молекул центрів фотогенерації і дисоціацією цих ЕДП у сильних електричних полях.
Досліджено особливості зміни в постійному електричному полі спектрів електронного поглинання полімерних плівок, доповнених поліметиновими барвниками. Знайдено закономірності зміни цих спектрів в області поглинання барвника залежно від величини дипольного моменту і симетрії p-електронної структури молекули барвника. Дія електричного поля на спектри поглинання барвників пояснюється перерозподілом густини валентних електронів у незбуджених молекулах, та, як наслідок - зміною симетрії структурної форми, що аналогічно зміні конфігурацій основного і збудженого стану молекули. Такий механізм поляризації молекул барвників є причиною появи наведеної електричним полем анізотропії просторової функції розподілу фотогенерованих ЕДП в аморфних молекулярних напівпровідниках.
З метою встановлення можливості використання плівок аморфних молекулярних напівпровідників для створення електролюмінесцентних екранів розпочато дослідження особливостей рекомбінаційної люмінесценції. Встановлено і ідентифіковано ефект підсилення більш, ніж на порядок інтенсивності випромінювання електролюмінесценції в аморфних молекулярних напівпровідниках, які містять як центри фотогенерації і рекомбінації молекули поліметинових барвників.
На основі фундаментальних досліджень визначено основні компоненти реєструючого середовища на основі плівок аморфних молекулярних напівпровідників. Реєструюче середовище представляється таким, що складається з 4-х компонент: плівкоутворюючої основи; електронно-донорної речовини, молекули якої утворюють зону транспорту дірок; електронно-акцепторної речовини, молекули якої утворюють зону транспорту електронів; речовини, молекули якої є центрами фотогенерації ЕДП і в яких при поглинанні кванта світла відбувається просторовий розподіл електрона і дірки між донорною і акцепторною частинами центра фотогенерації. Електрон і дірка, які знаходяться у збудженому центрі фотогенерації, повинні мати можливість безбар’єрного переходу з центру фотогенерації на відповідні молекули зон транспорту електронів і дірок. Відповідно до встановлених вимог щодо компонент реєструючого середовища Інститутом вуглехімії НАН України (м.Донецьк) і кафедрою високомолекулярних сполук хімічного факультету Київського університету синтезовано багато нових речовин. Визначено склад та створено унікальне реєструюче середовище для реєстрації оптичних голограм. Розроблено голографічну реєструючу систему, яка складається з названого реєструючого середовища і адаптивної апаратури керування ним, що обмежує процеси проявлення і стирання голограм за заданим рівнем дифракційної ефективності. Голографічна реєструюча система за основними інформаційними параметрами значно перевершує зарубіжні аналоги, близька за чутливістю до телевізійних камер і є основною причиною відродження методу голографічної інтерферометрії для безконтактного визначення внутрішніх дефектів у різних матеріалах, деталях і вузлах машин та механізмів.
Спільно з Інститутом електрозварювання ім.Є.О.Патона НАН України  розроблено малогабаритну голографічну установку для демонстрації визначення дефектів у різних матеріалах і об’єктах методом голографічної інтерферометрії. За допомогою цієї установки демонструється визначення внутрішніх дефектів: в зварних з’єднаннях труб з тітану, сталі, поліетілену високого тиску; в стільникових панелях з алюмінію; в лакофарбних покриттях; в зварних з’єднаннях плоских пластин з алюмінію, тощо. Крім того, за допомогою цієї установки виконується вимірювання залишкових напружень у різних зварних з’єднаннях. Розроблена концепція створення голографічних установок 2-го і 3-го покоління для визначення дефектів методом голографічної інтерферометрії в зварних з’єднаннях промислових нафто- і газопроводів. Концепцію побудови установок перевірено і відмакетовано в лабораторних умовах. В установках 2-го покоління голографічний модуль разом з голографічним середовищем розташовується безпосередньо на об’єкті разом з пристроєм навантаження. В установках 3-го покоління голографічний модуль розміщується зовні об’єкта досліджень у комфортних умовах, а когерентне світло розсіяння від об’єкта передається в голографічний модуль за допомогою світловолоконної оптики. Голографічні установки 3-го покоління будуть дозволяти визначати дефекти в об’єктах, які знаходяться в складних погодних і екологічних умовах, в умовах ядерного випромінювання, під водою, у космосі.

## Припинення діяльності
Після припинення діяльності МНДЛ, як окремого структурного підрозділу науково-дослідної частини Університету (2000 рік), співробітники МНДЛ увійшли до складу науково-дослідної частини хімічного факультету Університету, а саме – кафедри хімії високомолекулярних сполук. Діяльність наукової групи (Давиденко М.О., Давиденко І.І., Павлов В.О., Студзинський С.Л., Мокринська О.В., Чуприна М.Г., Бороліна Н.П., Куранда М.М., Рябінін В.А., Тонкопієва Л.С.) у складі хімічного факультету спрямована на подальший розвиток наукових і прикладних досягнень МНДЛ. Зокрема в цей період був створений малогабаритний голографічний інтерферометр 2-го покоління. Цей пристрій для визначення залишкових напружень в деталях і вузлах машинобудівних конструкцій був створений при сприянні шведської компанії AGELLIS. Випробування і тестування малогабаритного голографічного інтерферометра проведені в Інституті проблем міцності НАН України, та показали його конкурентну спроможність у порівнянні з відомими аналогами.
Після 2000 року були розроблені наукові засади для створення полімерних композитів для магніто- і електрооптичних модуляторів світла, фотоелектричних перетворювачів сонячної енергії. Також розроблені і виготовлені нові прилади: малогабаритний голографічний інтерферометр для визначення залишкових напружень і малогабаритна голографічна установка для демонстрації оптичних явищ у фізиці, техніки, хімії.

## Монографії
1. Кувшинский Н.Г., Давиденко Н.А. Физика аморфных молекулярных полупроводников. Київ, Либідь. 1994.  
2. Давиденко И.И., Аль-Кадими А.Д. Магнитооптическое контактное копирование и его применение. Київ, Софія А. 2002.  
3. Давиденко Н.А., Ищенко А.А., Кувшинский Н.Г. Фотоника молекулярных полупроводниковых композитов на основе органических красителей. Київ, Наукова думка. 2005.  
4. Давиденко И.И. Информационные среды. Київ, НВПЦ ”Київський університет”. 2010.